# برگشت‌ناپذیر (فیلم)
برگشت‌ناپذیر (به فرانسوی: Irréversible) فیلمی تجربی به کارگردانی گاسپار نوئه در سبک دلهره‌آور روان‌شناختی محصول سال ۲۰۰۲ می‌باشد. در هنگام اکران این فیلم در جشنوارهٔ کن و سن‌سباستین اظهارات متناقضی در رابطه با آن بیان می‌شد. عده‌ای شیفته‌ی روایت بدیع و منحصربه‌فرد فیلم شده بودند، اما در مقابل، تعداد زیادی از تماشاگران فیلم نیز از وجود تصاویر بسیار خشن و جنسی در آن ناراضی بودند. اکران این فیلم در سراسر دنیا با درجه‌بندی‌های محدودکننده همراه بود.
بسیاری از بینندگان فیلم در میانه‌ی فیلم، سالن سینما را ترک کردند؛ زیرا حالت تهوع به آن‌ها دست داده بود. این حالت را کارگردان آگاهانه در فیلم گنجانده بود؛
این فیلم چنان تماشاگران را شوکه کرد که ۲۵۰ نفر سالن را ترک کردند که برخی از آن‌ها نیاز به مراقبت‌های پزشکی داشتند. ستوان جرارد کورتل، سخنگوی آتش‌نشانی شهر، گفت: «در ۲۵ سال خدمت من، این اتفاق هرگز در جشنواره‌ی فیلم کن رخ نداده است. تماشای برخی از صحنه‌های این فیلم حتی برای ما حرفه‌ای‌ها غیرقابل‌تحمل است.» در صحنه‌های تجاوز و قتل، بیست نفر از حضار غش کردند.
در این فیلم به زبان‌های فرانسوی، اسپانیایی، ایتالیایی و انگلیسی صحبت می‌شود.

## داستان
داستان فیلم در یک روز می‌گذرد. آلکس و مارکوس با دوست خود، پیر، به یک مهمانی می‌روند. در مهمانی، آلکس حالش بد می‌شود و از مارکوس و پیر جدا می‌شود تا به خانه برود. در راه مترو و در یک زیرگذر خلوت، یک منحرف جنسی ابتدا با توسل به زور به او تجاوز می‌کند و سپس او را مورد ضرب‌وشتم شدید قرار می‌دهد که باعث می‌شود آلکس (مونیکا بلوچی) به کما برود. هنگامی که مارکوس متوجه ماجرا می‌شود، دیوانه‌وار به دنبال متجاوز آلکس می‌گردد تا اینکه به همراه پیر به یک کلوب همجنس‌گرایان به نام «رکتوم» راه می‌یابند...

## روایت
فیلم «بازگشت‌ناپذیر» (Irréversible) به کارگردانی گاسپار نوئه از ساختار روایی غیرخطی و معکوس استفاده می‌کند. داستان از انتها شروع می‌شود و به‌تدریج به سمت آغاز ماجرا پیش می‌رود. این یعنی ابتدا شاهد سکانس پایانی هستیم (جایی که مارکوس و پیر در جستجوی انتقام هستند و به کلوب رکتوم می‌رسند)، سپس سکانس‌های قبلی به ترتیب معکوس نمایش داده می‌شوند تا در نهایت به سکانس ابتدایی داستان می‌رسیم که معمولاً لحظات آرام‌تر و پیش از فاجعه را نشان می‌دهد.

## انتقادات و حواشی
در سال ۲۰۰۲، مونیکا بلوچی با فیلم «بازگشت‌ناپذیر» در جشنواره‌ی سینمایی کن حضور یافت؛ فیلمی که یکی از نامزدهای نخل طلایی بود. به‌ویژه صحنه‌ای ۹ دقیقه‌ای از این فیلم که بلوچی در آن در یک تونل با خشونت مورد تجاوز قرار می‌گیرد و به کما می‌رود، سروصدای زیادی به پا کرد. این فیلم در کشورهای مختلف دنیا نیز با درجه‌بندی‌های محدودکننده به نمایش درآمد. 
پاسخ‌های انتقادی به این فیلم تقسیم شده بود؛ برخی از منتقدان فیلم را بررسی کردند و برخی دیگر آن را یکی از بهترین‌های سال می‌دانستند. این فیلم بر اساس ۱۲۶ نقد در وب‌سایت راتن تومیتوز، با میانگین امتیاز ۶.۱ از ۱۰، دارای ۵۹ درصد محبوبیت است. اتفاق‌نظر منتقدان این وب‌سایت می‌گوید: “گرچه فیلم‌برداری خوبی دارد، اما در خشونت شدید خود بی‌پرده به نظر می‌رسد.”
راجر ایبرت، منتقد آمریکایی سینما، این اثر سینمایی را «چنان خشونت‌آمیز و بی‌رحمانه خواند که بیشتر مردم آن را غیرقابل تماشا می‌دانند».

## جایزه‌ها
نامزد بهترین فیلم نخل طلای جشنواره کن